# 卡門德爾帕拉納

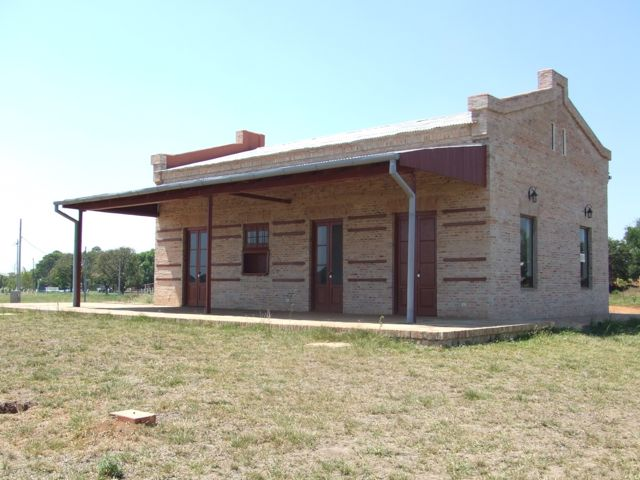

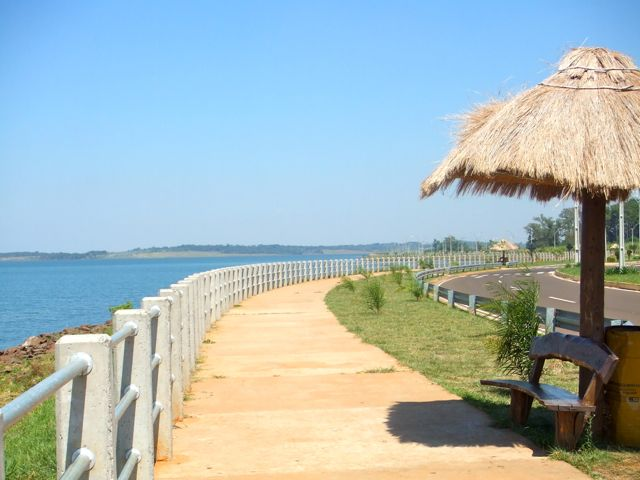

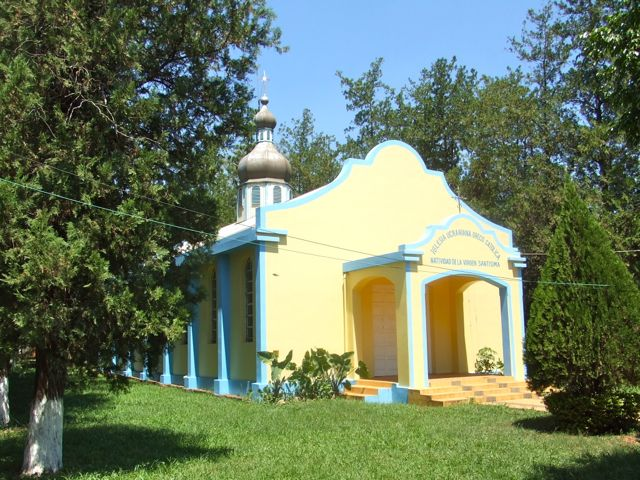

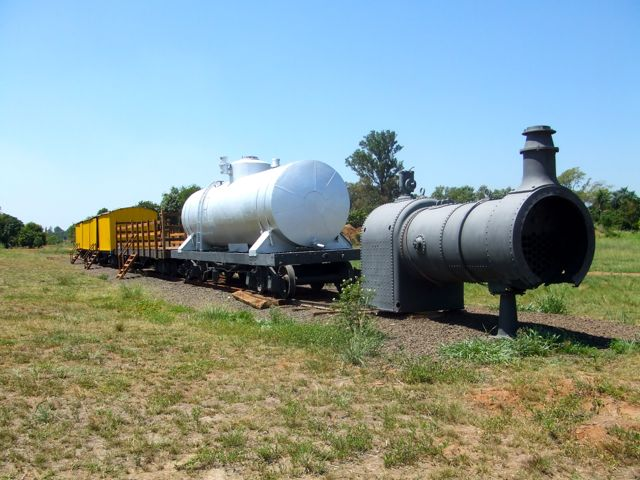

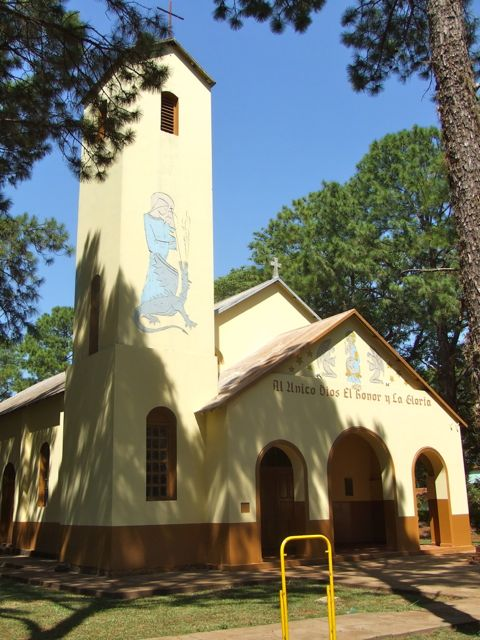

卡門德爾帕拉納（西班牙語：Carmen del Paraná），是巴拉圭的城鎮，位於該國東南部，由伊塔普阿省負責管轄，始建於1843年，面積約300平方公里，海拔高度86米，2008年人口約7,000，人口密度每平方公里23人。